# NGC 7022
NGC 7022 is een lensvormig sterrenstelsel in het sterrenbeeld Indiaan. Het hemelobject werd op 2 oktober 1834 ontdekt door de Britse astronoom John Herschel.

## Synoniemen
- ESO 235-65
- FAIR 952
- PGC 66224